# Про лига на Персийския залив
Про лига на Персийския залив (на персийски: لیگ برتر خلیج فارس), известна също като Ира́нска Про ли́га (ИПЛ) (на персийски: لیگ برتر فوتبال ایران) – висшата дивизия на футболен Иран В нея от 2013 година участват 16 футболни клуба на страната. Основана през 1970 година (дотогава в Иран няма официална футболна лига).

## История
Първите сведения за иранския футбол са от далечната 1898 година. Тогава британски жители на Исфахан играят мач срещу сборен арменски тим. Национален отбор на Иран се сформира през 1920-а, но първи официален мач се провежда през след повече от две десетилетия. „Тийм Мелпи“ (прозвището на Иран – в превод от персийски „национален отбор“) се появява на голямата международна сцена през 1978 г. на световното първенство в Аржентина.
През 1970 година официално клубният футбол на страната не развива дейност. Повечето отбори участват в регионални или градски първенства. В периода от 1973 до 1978 години се провежда турнирът за Купата „Тахт Джамшид“, организиран от федерацията на Иран.
През 1979 година след ислямската революция в Иран и последвалата Ирано-иракска война, Купа Тахт Джамшид фактически престава да се провежда и впоследствие бива закрита.
Първият шампион след революцията става „Естеглал“ (Техеран), който спори с „Персеполис“ във финала на Кодс лигата през 1989 година. През следващите десетилетия това ще се превърне в едно от най-яростните дербита в световен мащаб.
През 1991 година е създадена Азадеган лига, която става висшата дивизия на Иран, а през 2001 получава статут на втора дивизия.
През 2001 година е създадена Про-лигата, която замества висшето ниво на футбола, а през 2006 е преименувана в Купа на Персийския залив, а през 2014 година в Про лига на Персийския залив.
Седмото място на Иран в ранглистата на Азиатската футболна конфедерация (АФК) дава право на първите три отбора в класирането на местното първенство да вземат участие в Шампионската лига.
Последните два тима изпадат в Азадеган лигата.
Най-успешен е „Персеполис“ (Техеран) с 11 титли.

## Медалисти и шампиони
| Сезон                       | Шампион            | Сребърен медалист  | Бронзов медалист   |
| --------------------------- | ------------------ | ------------------ | ------------------ |
| Локал Лига                  |                    |                    |                    |
| 1970 – 71 Local League      | Тадж               | ПАС                | Тадж Абадан        |
| 1971 – 72 Local League      | Персеполис         | ПАС                | Тадж               |
| Купа Тахт Джамшид           |                    |                    |                    |
| 1973 – 74 Takht Jamshid Cup | Персеполис         | Тадж               | ПАС                |
| 1974 – 75 Takht Jamshid Cup | Тадж               | Персеполис         | Хома               |
| 1975 – 76 Takht Jamshid Cup | Персеполис         | Хома               | Тадж               |
| 1976 – 77 Takht Jamshid Cup | ПАС                | Персеполис         | Шахбаз             |
| 1977 – 78 Takht Jamshid Cup | ПАС                | Персеполис         | Малаван            |
| 1978 – 1989                 | -                  | -                  | -                  |
| Лига Кодс                   |                    |                    |                    |
| 1989 – 90 Qods League       | Естеглал (Техеран) | Персеполис         | Малаван            |
| 1990/1991                   | -                  | -                  | -                  |
| Лига Азадеган               |                    |                    |                    |
| 1991/1992                   | ПАС                | Естеглал (Техеран) | Персеполис         |
| 1992/1993                   | ПАС                | Персеполис         | Трактор Сази       |
| 1993/1994                   | Сайпа              | Персеполис         | Джонуб             |
| 1994/1995                   | Сайпа              | Естеглал (Техеран) | Персеполис         |
| 1995/1996                   | Персеполис         | Бахман             | Естеглал (Техеран) |
| 1996/1997                   | Персеполис         | Бахман             | Сепахан            |
| 1997/1998                   | Естеглал (Техеран) | ПАС                | Зоб Ахан           |
| 1998/1999                   | Персеполис         | Естеглал (Техеран) | Сепахан            |
| 1999/2000                   | Персеполис         | Естеглал (Техеран) | Фаджр              |
| 2000/2001                   | Естеглал (Техеран) | Персеполис         | Сайпа              |
| Про Лига                    |                    |                    |                    |
| 2001/2002                   | Персеполис         | Естеглал (Техеран) | Фулад              |
| 2002/2003                   | Сепахан            | ПАС                | Персеполис         |
| 2003/2004                   | ПАС                | Естеглал (Техеран) | Фулад              |
| 2004/2005                   | Фулад              | Зоб Ахан           | Естеглал (Техеран) |
| 2005/2006                   | Естеглал (Техеран) | ПАС                | Сайпа              |
| 2006/2007                   | Сайпа              | Естеглал (Ахваз)   | Персеполис         |
| 2007/2008                   | Персеполис         | Сепахан            | Саба Ком           |
| 2008/2009                   | Естеглал (Техеран) | Зоб Ахан           | Мес                |
| 2009/2010                   | Сепахан            | Зоб Ахан           | Естеглал (Техеран) |
| 2010/2011                   | Сепахан            | Естеглал (Техеран) | Зоб Ахан           |
| 2011/2012                   | Сепахан            | Трактор Сази       | Естеглал (Техеран) |
| 2012/2013                   | Естеглал (Техеран) | Трактор Сази       | Сепахан            |
| 2013/2014                   | Фулад              | Персеполис         | Нафт (Техеран)     |
| 2014/2015                   | Сепахан            | Трактор Сази       | Нафт (Техеран)     |
| 2015/2016                   | Естеглал Хузестан  | Персеполис         | Естеглал (Техеран) |
| 2016/2017                   | Персеполис         | Естеглал (Техеран) | Трактор Сази       |

## Шампиони (1970/71 – 2016/17)
За цялата история на шампионатите на Иран голяма част печелят три техерански отбора: „Персеполис“, „Естеглал“ (до 1979г. играе под името „Тадж“) и „ПАС“ (от 2008 година клубът представлява Хамадан).
| Клуб              | Град      | Титли | Сезони                                                                                     |
| ----------------- | --------- | ----- | ------------------------------------------------------------------------------------------ |
| Персеполис        | (Техеран) | 11    | 1971/72, 1973/74, 1975/76, 1995/96, 1996/97, 1998/99, 1999/2000, 2001/02, 2007/08, 2016/17 |
| Естеглал          | (Техеран) | 6     | 1989/90, 1997/98, 2000/01, 2005/06, 2008/09, 2012/13                                       |
| ПАС               | (Техеран) | 5     | 1976/77, 1977/78, 1991/92, 1992/93, 2003/04                                                |
| Сепахан           | (Исфахан) | 5     | 2002/03, 2009/10, 2010/11, 2011/12, 2014/15                                                |
| Сайпа             | (Карадж)  | 3     | 1993/94, 1994/95, 2006/07                                                                  |
| Тадж              | (Техеран) | 2     | 1970/71, 1974/75                                                                           |
| Фулад             | (Ахваз)   | 2     | 2004/05, 2013/14                                                                           |
| Естеглал Хузестан | (Ахваз)   | 1     | 2015/16                                                                                    |